# Dragan Počuča

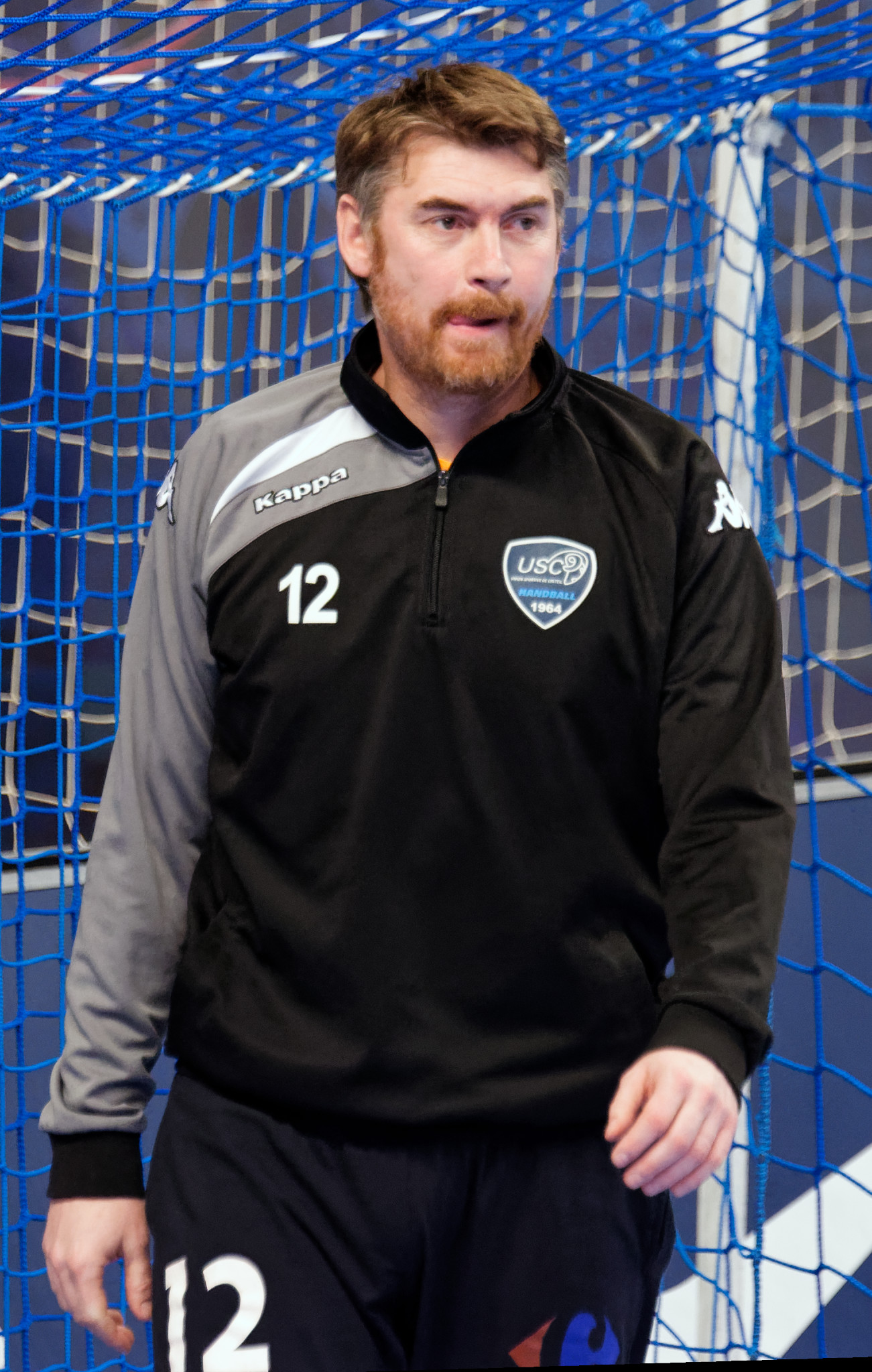
Dragan Počuča, 2015

Dragan Počuča (serbisch: Драган Пoчyчa) (* 16. März 1974 in Zrenjanin) ist ein aus Jugoslawien stammender Handballtorwart serbischer Nationalität.
Der 1,93 Meter große und 95 Kilogramm schwere Torhüter steht bei Tremblay-en-France Handball unter Vertrag. Zuvor spielte er bei US Ivry HB und US Créteil HB. Mit diesen Vereinen spielte er im EHF-Pokal (2005/2006, 2008/2009), im Europapokal der Pokalsieger (2003/2004, 2004/2005, 2006/2007, 2009/2010), im EHF Challenge Cup (2002/2003) und in der EHF Champions League (2007/2008).
Dragan Počuča stand im Aufgebot der serbischen Nationalmannschaft, so für die Europameisterschaft 2010.